# Lämlinhaus

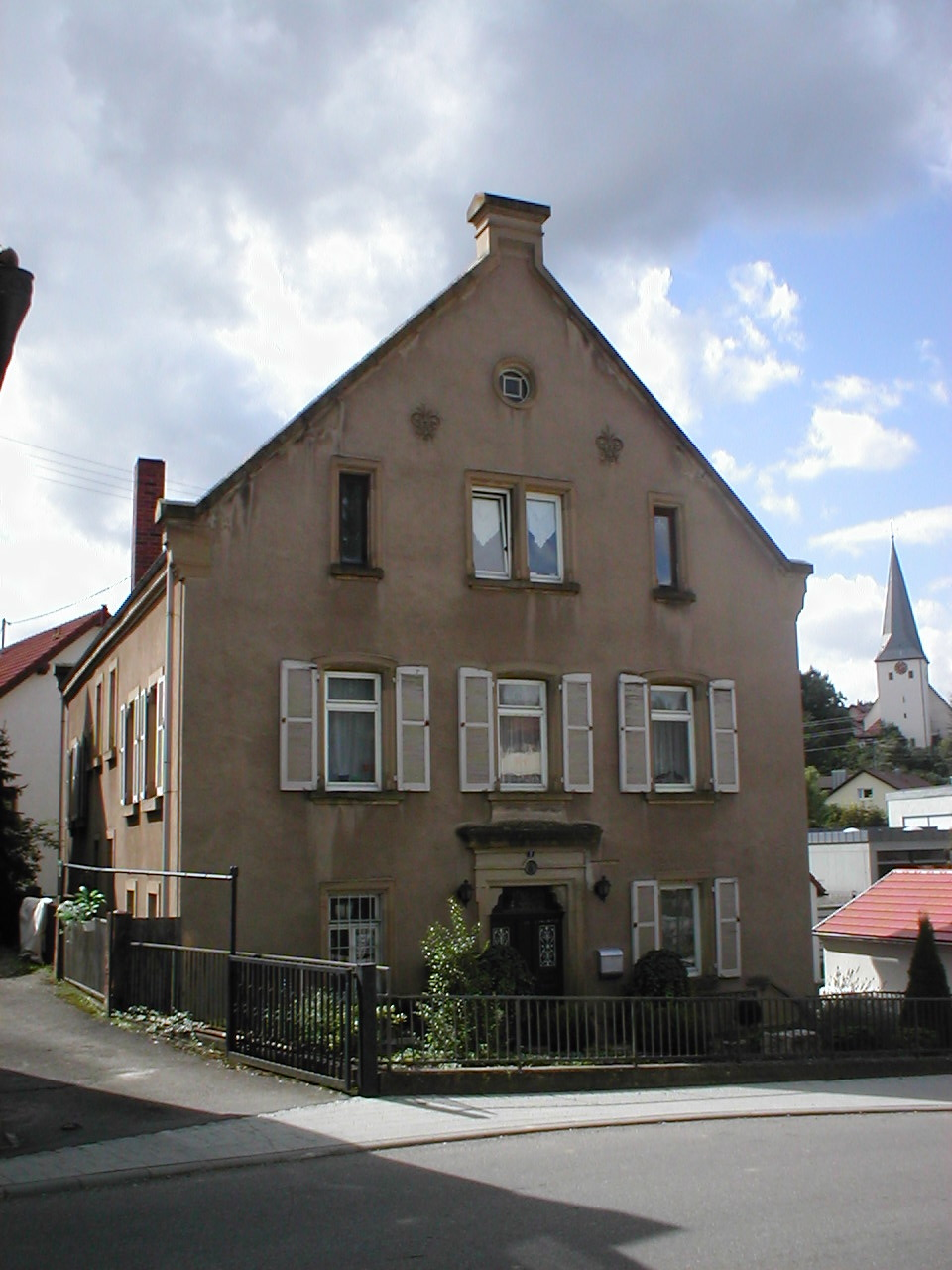
Das ehemalige Lämlinhaus in Talheim

Das Lämlinhaus in Talheim im Landkreis Heilbronn ist ehemaliges Amtshaus des Deutschen Ordens, ehemaliges Pfarrhaus der evangelischen Kirchengemeinde Talheim und heute Kulturdenkmal. Es befindet sich in der Ortsmitte Talheims, direkt am alten Rathausplatz.

## Geschichte
Das ursprüngliche Gebäude wurde im Jahr 1571 gebaut oder umgebaut, wovon eine Jahreszahl in einem Stein zeugt. Bauherr war die Familie Lämlin, die 1470 von Heilbronn nach Talheim zog. Über einem repräsentativen Eingangsportal von 1585 sind heute noch die Initialen früherer Besitzer zu erkennen: Gottfried Lämlin († 1585) und Ehefrau Ursula von Wöllwarth († 1587).
Nach dem Tod des Erbauers erbten Gottfrieds Vetter, Philipp Christoph Lämlin († 1596), und dessen erste Ehefrau, Anna Maria von Venningen († 1585), seinen Besitz und damit auch das Gebäude.
1606 verkaufte Valentin Lämlin, der Sohn von Philipp und Anna Maria, das Haus an den Deutschen Orden. Dieser nutzte es als Amtshaus. Fast 200 Jahre später, im Jahr 1805, wurde der Deutsche Orden im Rahmen der Säkularisation enteignet, und das Haus ging an das Königreich Württemberg über, wovon heute noch ein württembergisches Wappen mit Königskrone über dem Portal zeugt.
Von 1805 bis 1811 stand das Renaissance-Gebäude leer. Dann überließ man es der evangelischen Kirchengemeinde, die es 1883 fast vollständig abriss und durch einen Neubau ersetzte. Nur das Eingangsportal, die Wappen und der Stein mit der Jahreszahl wurden erhalten und in die Rückfront integriert. Bis 1984 wurde es noch als Pfarrhaus genutzt.
Heute befindet sich das Haus in Privatbesitz.